# Joko Beck
Charlotte Joko Beck (27 de março, 1917 — 15 de junho, 2011) foi uma mestre Zen dos Estados Unidos e autora dos livros Everyday Zen: Love and Work (Zen diário: Amor e Trabalho) e Nothing Special: Living Zen (Nada em especial: Vivendo Zen). Nascida em Nova Jérsey, em 1917, estudou música no Oberlin Conservatory of Music e trabalhou por algum tempo como pianista e professora de piano. Casou-se e teve quatro filhos, então separou-se e trabalhou como professora, secretária e assistente num departamento de universidade. Ela começou a praticar já com 40 anos com Hakuyu Taizan Maezumi em Los Angeles e, posteriormente, com Yasutani Roshi e Soen Roshi. Por vários anos, viajou de San Diego ao Centro Zen de Los Angeles. Tendo recebido a transmissão do Dharma de Taizan Maezumi Roshi, ela fundou a Escola Zen da Mente Comum (Ordinary Mind Zen School) e iniciou o Centro Zen de San Diego, em 1983, servindo como sua principal mestra até julho de 2006. Viveu em Prescott, Arizona.
Beck faleceu em 15 de junho de 2011.

## Livros
- Everyday Zen: Love and Work (edited by Steve Smith; 1989) ISBN 0-06-060734-3.
- Nothing Special: Living Zen (1993) ISBN 0-06-251117-3.